# Ристич, Братислав
Бра́тислав Ри́стич (серб. Братислав Ристић / Bratislav Ristić; род. 21 января 1980, Ниш, СФРЮ) — сербский футболист, полузащитник. Имеет также гражданство Бельгии.

## Карьера

### Клубная
Воспитанник футбольной школы клуба «Раднички» из города Ниш. Профессиональную карьеру начал в 1998 году в бельгийском «Брюгге», в 2003 году перешёл в донецкий «Металлург», с 2006 по 2007 год находился на правах аренды в испанской «Малаге».
В 2008 году перешёл в «Кубань», в составе которой провёл в том сезоне 15 матчей и вместе с командой завоевал право выступать в Высшем дивизионе. Однако, как игрок основного состава руководством клуба не рассматривался, поэтому в феврале 2009 года отправился на просмотр в одесский «Черноморец». Однако, в итоге оказался в Болгарии, в софийской «Славии», в составе которой тренировался с конца февраля, а впервые сыграл за клуб в официальном матче уже 9 марта в 16-м туре национального чемпионата — первом после зимнего перерыва, в этой игре «Славия» одержала победу со счётом 1:0 на выезде в Ловече над местным «Литексом».
Затем с 2009 по 2010 год выступал за «Рад», за который провёл 24 матча. В сентябре 2010 года переехал в США, где продолжил карьеру в местном клубе «Чикаго Файр». 25 июля 2011 года «Чикаго Файр» расторг контракт с Ристичем. В середине августа 2012 года Ристич подписал контракт с боснийским клубом «Олимпик» из Сараево.

### В сборной
Выступал за юношескую сборную Югославии, провёл за неё 10 игр. Кроме того, сыграл 15 матчей и забил 1 мяч в составе молодёжной сборной Югославии.

## Достижения

### Командные
«Брюгге»
Чемпион Бельгии: (1)
- 2002/03

Обладатель Кубка Бельгии: (1)
- 2001/02

 «Кубань»
2-е место в Первом дивизионе России (выход в Высший дивизион): (1)
- 2008